# Through the Neighbor's Window
Through the Neighbor's Window è un cortometraggio muto del 1913 diretto da Edward Coxen. Prodotto dalla Flying A, aveva come interpreti Billie West, R. Henry Grey, Charlotte Burton, Jean Durrell, Edith Borella.

## Trama
Le vicine impiccione di una giovane coppia spiano dalla finestra: quando Lillian parte per qualche giorno per andare a trovare sua madre, sospettano subito degli strani traffici di Herbert. Il giovane, in realtà, vuole fare alla moglie una sorpresa con un vestito nuovo e scorta la sarta in casa per prendere le misure dell'abito. Dalla finestra, le pettegole fiutano lo scandalo e, la mattina seguente, quando Herbert esce di casa, corrono a indagare. Dalla finestra vedono con orrore una figura riversa sul divano coperta da uno scialle e, scandalizzate, scrivono subito a Lillian che, preoccupata, torna subito a casa. Vedendo di cosa si tratta, è sollevata e vorrebbe correre tra le braccia di Herbert che però riceve un brutale rimprovero dalla suocera. Il manichino sul divano provoca costernazione e divertimento e le vicine sono mandate a casa loro con le pive nel sacco.

## Produzione
Il film fu prodotto dalla Flying A (American Film Manufacturing Company).

## Distribuzione
Distribuito dalla Mutual, il film - un cortometraggio in una bobina - uscì nelle sale statunitensi l'11 settembre 1913.